# المران
المران قرية صغيرة في ناحية مركز القرداحة التابعة لمنطقة القرداحة في محافظة اللاذقية. بلغ عدد سكانها 266 نسمة عام 2004.